# Roger Randle
Pour les articles homonymes, voir Randle.
Pas d'image ? Cliquez ici

a Compétitions nationales et continentales officielles uniquement.

b Matchs officiels uniquement.
Dernière mise à jour le 12 novembre 2021.
Roger Randle, né le 15 mai 1974 à Hastings (Nouvelle-Zélande), est un ancien joueur de rugby à XV néo-zélandais. Il évoluait principalement au poste d'ailier (1,90 m - 100 kg).
Cet international néo-zélandais qui a joué dans le Super 12 et le Top 14 fut l'un des marqueurs d'essais les plus prolifiques de Nouvelle-Zélande et détient de nombreux records d'essais inscrits avec la province de Waikato.

## Biographie
Randle fait ses débuts en 1995 avec le club de Hawke's Bay dans le NPC. Il s'illustre déjà à 20 ans comme un marqueur prolifique, inscrivant 17 essais lors de sa première saison (soit un essai de moins que le record national), ce qui reste un record pour la province. Dans la même période, il représente la Nouvelle-Zélande dans la sélection de rugby à VII, celle des moins de 21 ans (avec laquelle il inscrit cinq essais lors d'une compétition de jeunes du Pacifique) et en 1996, dans l'équipe des Māori de Nouvelle-Zélande, avec qui il jouera jusqu'en 2003. Avec l'équipe de Nouvelle-Zélande de rugby à sept, il remporte deux médailles d'or dans les Jeux du Commonwealth en 1998 et 2002. 
Considéré en 1995 comme l'un des joueurs les prometteurs de sa génération, il fait ses débuts dans le Super 12 en 1996 avec les Hurricanes puis rejoint la province de Waikato et la franchise des Chiefs en 1997. Avec ces équipes, il est le meilleur marqueur d'essais du Super 12 (13 essais) et du NPC (12 essais) en 2002. Bien que présent dans les sélections espoirs de Nouvelle-Zélande, il n'arrive pas à s'imposer en sélection nationale avec les All Blacks en raison d'une forte concurrence à son poste. Il reste dans l'ombre d'une génération exceptionnelle d'ailiers comme Jonah Lomu, Jeff Wilson et plus tard, Doug Howlett. Il ne compte que deux sélections non officielles (car n'étant pas des tests-matches) avec les All Blacks en 2001 contre l'équipe d'Irlande A et l'équipe d'Écosse A. 
En 2005, après une saison où il n'a joué qu'un seul match avec Waikato, il quitte la Nouvelle-Zélande pour le Top 14 et le club de CS Bourgoin-Jallieu. Il ne réussira pas à s'imposer avec le club français, ne disputant que quatre matches de championnat dans la saison. L'année suivante, il retourne à  Waikato pour quelques matchs de NPC avant de rejoindre le championnat italien dans le courant de l'année et le club de L'Aquila Rugby. En 2007, il rejoint le club de Rugby Parme avec qui il finit sa carrière professionnelle à la fin de la saison.

## Carrière

### En club et province
- Franchises
  - 1996-1997 : Wellington Hurricanes
  - 1998-2003 : Waikato Chiefs
- Provinces
  - 1995-1996 : Hawke's Bay Rugby Union
  - 1997 : Central Vikings Rugby Union
  - 1998-2004, 2006 : Waikato Rugby Union
- Clubs
  - 2005-2006 : CS Bourgoin-Jallieu
  - 2006-2007 : L'Aquila Rugby
  - 2007-2008 : Overmach Rugby Parme

Il a marqué 19 essais avec les Chiefs dans le Super 12 (record pour les Chiefs).

### En équipe nationale
il disputé deux matchs (non considérés comme des sélections officielles) avec les All Blacks.
Il a joué aussi avec l’équipe des Māori de Nouvelle-Zélande (1996, 1998 et 2001).